# ماركو ستوراري

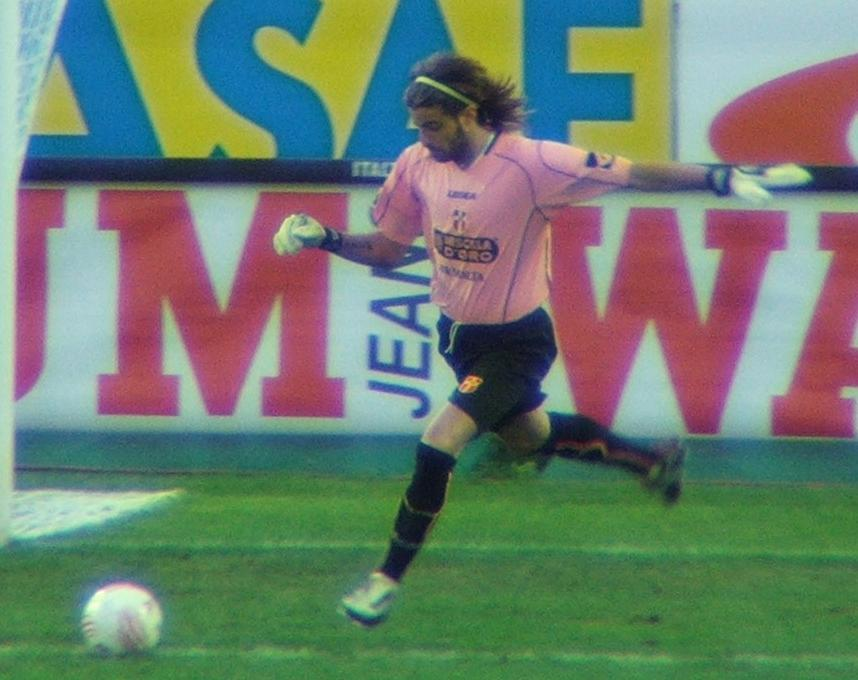
ماركو ستوراري

ماركو ستوراري (Marco Storari) ؛ (بيزا، 7 يناير 1977)، لاعب كرة قدم إيطالي ويلعب في نادي إيه سي ميلان.
بدأ مسيرته الكروية مع نادي لاديسبولي في موسم 1994/1995، ولعب معهم 12 مباراة، وفي عام 1995 انتقل إلى نادي بيروجيا، ولعب معهم حتى عام 1998، ولكنه لم يشارك في أي مباراة، وفي عام 1998 انتقل إلى نادي مونتيفارتشي ولم يلعب معهم أي مباراة، وفي عام 1998 انتقل إلى نادي أنكونا، ولعب معهم حتى عام 2002، وقد شارك في تلك الفترة في 91 مباراة، وفي موسم 2002/2003 انتقل إلى نادي نابولي، ولعب معهم أربعة مباريات، وفي عام 2003 انتقل إلى نادي ميسينا، ولعب معهم حتى يناير 2007، وقد شارك معهم في تلك الفترة في 143 مباراة، ثم انتقل إلى نادي إيه سي ميلان الإيطالي ولعب معهم عدة مواسم انتقل بعدها عام 2010 إلى نادي يوفنتوس الإيطالي.

## روابط خارجية
- ماركو ستوراري على موقع الاتحاد الأوربي (الإنجليزية)
- ماركو ستوراري على موقع قاعدة بيانات كرة القدم.إي يو (الإنجليزية)
- ماركو ستوراري على موقع Soccerway.com (الإنجليزية)
- ماركو ستوراري على موقع عالم كرة القدم.نت (الإنجليزية)
- ماركو ستوراري على موقع كووورة
- ماركو ستوراري على موقع AS.com (الإسبانية)
- ماركو ستوراري على موقع GSA (الإنجليزية)